# 팩

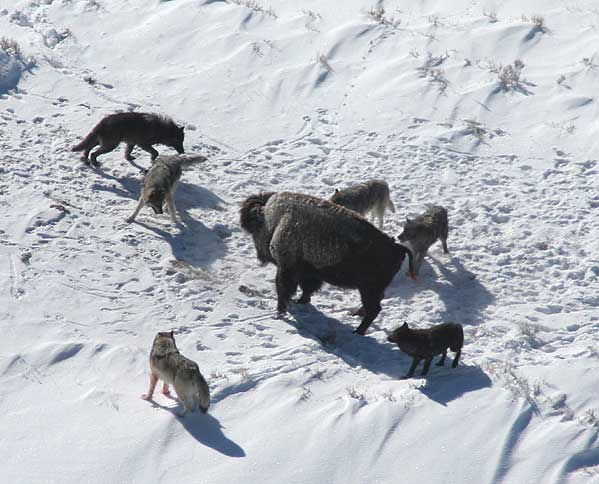
개과 무리는 종종 들소를 협력하여 사냥하기도 한다.

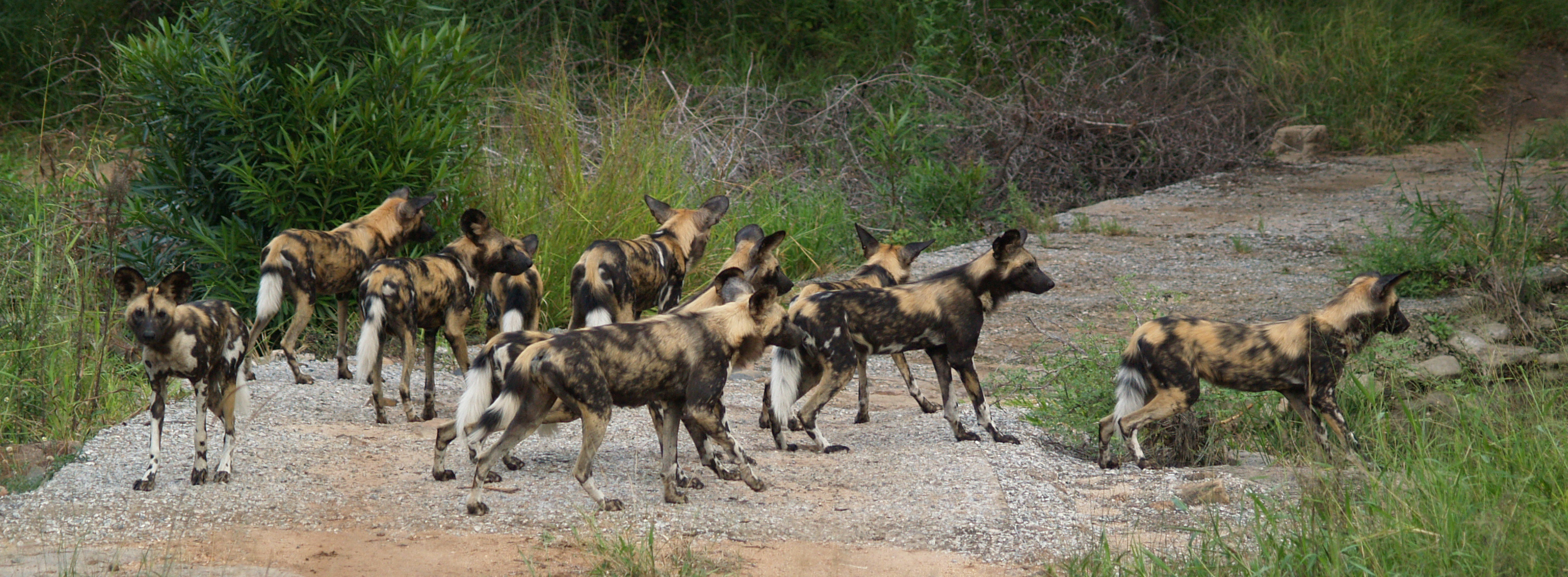
리카온 피투스의 사냥 무리.

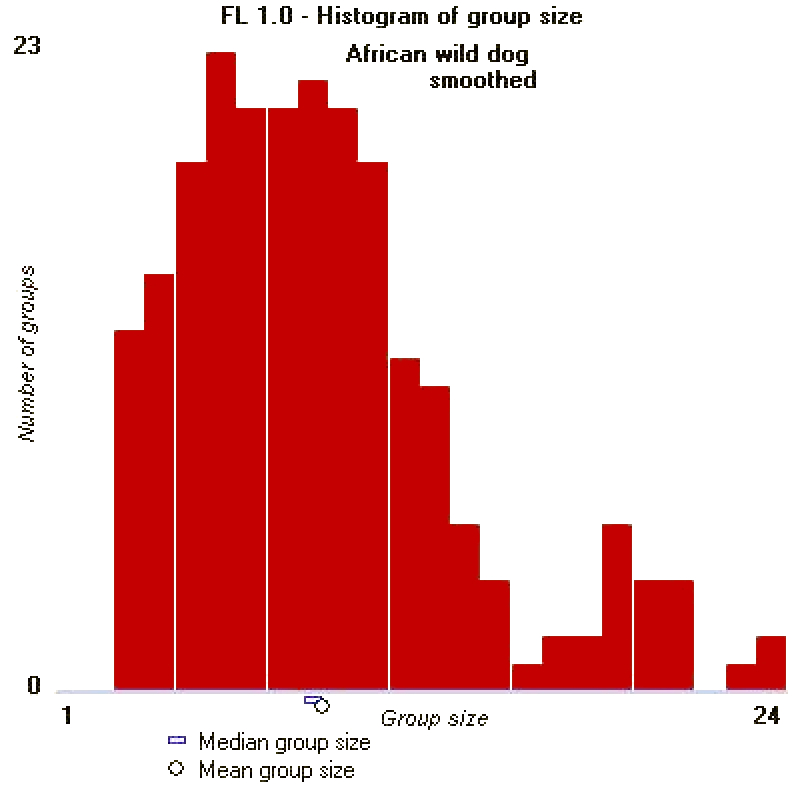
리카온 피투스의 무리 크기 분포.

팩(pack)은 동종의 개과 동물들이 이루는 무리이다. 모든 개과 종, 특히 붉은여우가 무리의 형태로 지낸다. 무리의 크기와 사회적 행동은 종마다 매우 다양한 행동을 보인다.

## 종에 따른 무리 행동
아프리카들개(Lycaon pictus)는 무리 형태로 지내고 사냥한다. 새끼를 양육하는 데 도움을 주는 수컷은 일생 동안 계속 무리에 남아 있고, 암컷은 새끼가 2세에서 2세 반동안 출생 이후 무리를 떠난다. 무리에서 수컷 수가 암컷 수보다 더 많고, 대개 한 수컷에 한 암컷끼리 있는다. 아프리카들개는 영역을 가지지 않고 사냥할 때 자신의 무리가 협력하기도 하며 큰 사냥 이후에는 다시 분열하기도 한다. 이들은 상처를 돌보는 데 협력할 뿐 아니라 아픈 무리와 젊은 무리도 받아들인다.
회색늑대(Canis lupus)는 보통 성체 부모와 2~3세 정도의 자손과 함께 서식하는 무리의 형태로 이루어져 있다. 성체 부모는 가끔 관련이 없는 다른 늑대 무리도 받아들인다.
검은등자칼(Canis mesomelas)은 한 마리의 오래된 동료와 지내고, 혼자 또는 한 쌍으로 사냥하러 다닌다. 양 부모가 새끼를 양육하고, 부모와 자식은 서로 무리를 이룬다. 이들은 거대 사냥감을 사냥하는 데 협력하기도 한다.
에티오피아늑대(Canis simensis)의 사회적 행동은 다른 늑대와는 다르다. 무리의 동물은 설치류를 혼자 사냥하고, 다른 무리에게 맞서 영역을 지킬 때 함께 모여 방어한다.
개(Canis familiaris)는 적어도 12,000년동안 인간과 같은 사회 구조로 살아왔고 인간의 행동은 늑대의 행동과 같지 않다. 개와 인간과의 상호 작용을 포함하는 개의 행동 연구 결과와 "덤프드"나 "길개"는 인간이 기른 이후 스스로 방어하기 위해 떠난 것으로 추측한다(투스카니 개 프로젝트 등).

## 지배와 알파 늑대
지배는 사회적 동물에서 아주 흔한 현상이다. 일반적으로 다른 동물을 지배하는 우두머리 동물을 알파라고 부른다. 무리 형태로 살아가는 늑대 무리에서 알파 늑대는 대부분 무리의 새끼를 기르고 있는 부모이다. 짝짓기하는 암컷늑대에 대한 이러한 접근은 사회적으로 새끼를 만들라는 강력한 압력을 받게 된다.
늑대는 먹이를 먹기 시작할 때 가장 먼저 유일하게 무리에서 번식이 가능한 알파 쌍 늑대가 먹을 수 있게 한다. 늑대는 보통 지배와 복종을 증거로 눈맞춤을 이용하지만, 지배적인 위치 순서를 확립하기 위해 싸우기도 한다. 늑대에 대한 현대적 지식으로는 무리에서 알파에 관한 아이디어 대신 무리의 삶에서 "번식 늑대"라는 개념이 이용되고 있으며, 이는 지배의 우두머리가 적어도 일부는 그들의 부모라는 것이다. 또한 더 작고 핵가족화 되는 무리는 알파가 싸움을 통해 얻을 가능성이 더 크고, 젊은 늑대는 자손을 만들기 위해 무리에 남아있기보다는 새로운 무리를 만든다. 크고 대가족화 되는 무리는 다르게 작동하고, 더욱 복잡하고 유연한 사회 구조를 가지고 있다.
다른 야생의 개과 무리의 경우, 알파 수컷은 알파 암컷을 그냥 가져갈 수 없다. 또한, 무리의 다른 구성원들이 어미굴을 보호하기 위해 알파 암컷을 이용하기도 한다. 이 예로는 아프리카들개가 있다.

## 같이 보기
- 팩 헌터
- 개의 행동